# Knox Chandler

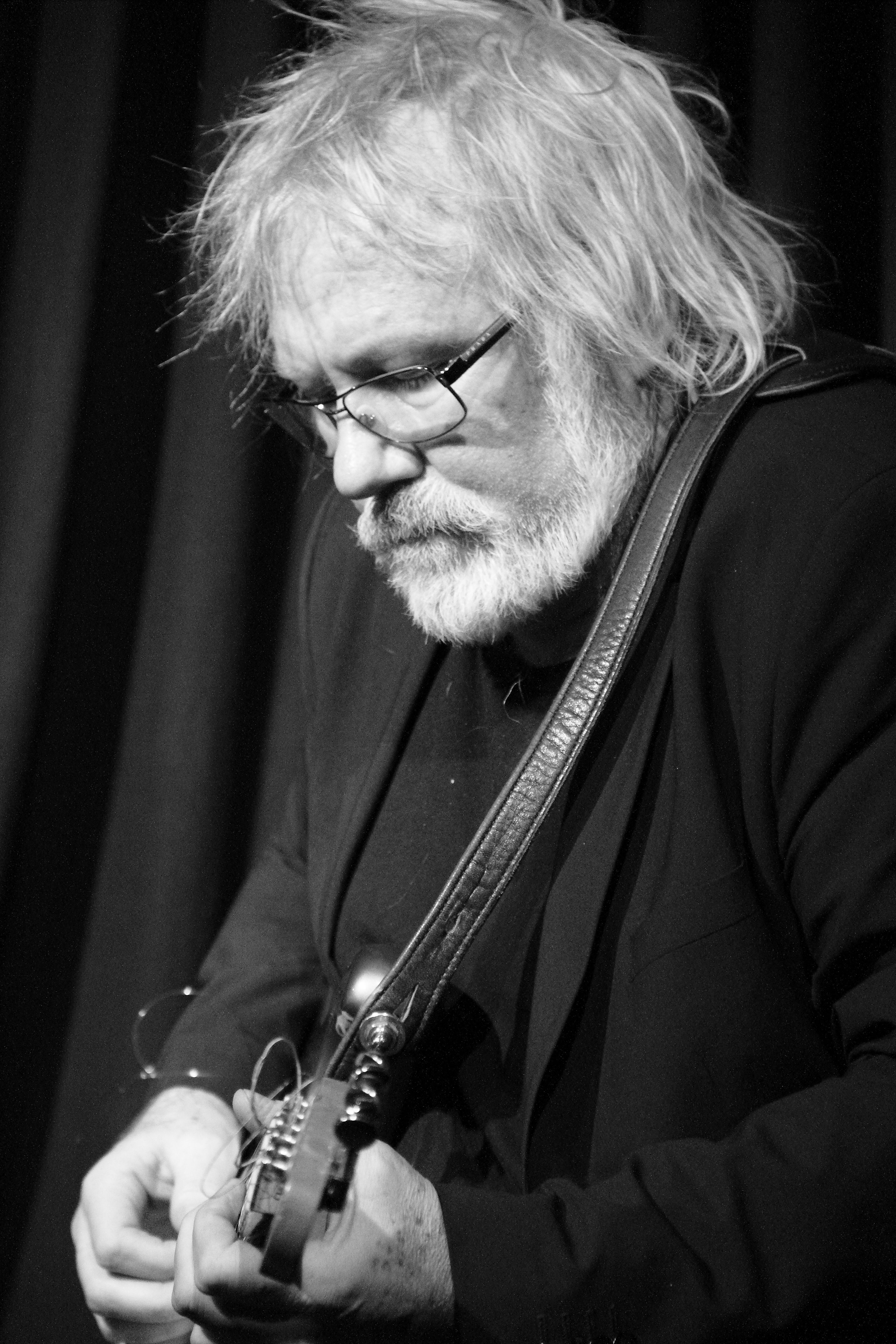
Knox Chandler mit Mars Williams presents: An Ayler Xmas im club W71, 2018

Knox Chandler (* 20. Juli 1954 in Kentucky) ist ein US-amerikanischer Gitarrist, Bassist und Cellist.

## Biografie
Chandler lebt heute in New York und ist vor allem für seine Arbeit als Sessionmusiker u. a. für R.E.M. bekannt, zudem war er für einige Zeit Mitglied bei The Psychedelic Furs. 1995 wurde er neuer Gitarrist von Siouxsie and the Banshees, nachdem sich die Band von Jon Klein getrennt hatte. Nach der Trennung der Banshees gehörte er auch bei dem einmaligen Comeback im Jahr 2002 wieder zur Band. Außerdem arbeitet Knox regelmäßig mit Dave Gahan von Depeche Mode zusammen. Chandler war Co-Komponist von Gahans Soloalbum Paper Monsters und war auch bei der Tournee als Gitarrist dabei. Im Bereich des Jazz spielte er 2018 im Projekt von Mars Williams An Ayler Xmas sowie in Elma Kais’ Licentia Poetica.